# Дзюдо в Азербайджане
Дзюдо в Азербайджане — направление развития спорта Азербайджана.

## История
В мае 1972 года Комитет по физической культуре и спорту СССР принял решение о развитии дзюдо в СССР. Было принято решение открыть секции дзюдо и проводить соревнования в Азербайджанской ССР. В 1972 году также была создана Федерация дзюдо Азербайджанской ССР.
Первые соревнования по дзюдо в Азербайджанской ССР были проведены 2 ноября 1972 года. На первенстве молодёжи общества «Буревестник» приняло участие 70 спортсменов.
В обществах «Динамо», «Буревестник», «Локомотив», «Водник» начали действовать секции дзюдо. В городах Сумгаит и Гянджа появились первые клубы по дзюдо.
В декабре 1972 года первые тренеры азербайджанской школы дзюдо Исмаил Ахмедов, Сабир Гусейнов, Агарза Ахмедов, Виктор Кузнецов приняли участие на первом Всесоюзном семинаре тренеров, организованном в Таллине. Позже на Всесоюзных семинарах судей приняли участие Ахмеддин Раджабли и Виктор Кузнецов.
В 1973 году на втором всесоюзном семинаре по дзюдо в г. Феодосия (Украинская ССР) приняли участие Заир Мамедов, Тарлан Гасанов, Рауф Шафиев.
Первыми тренерами дзюдо Азербайджана считаются Исмаил Ахмедов, Сабир Гусейнов, Ахмеддин Раджабли, Агарза Ахмедов, Рауф Шафиев, Виктор Кузнецов, Анвер Искендеров, Тарлан Гасанов, Джарулла Шингаров, Самед Шахнияров и другие специалисты.
Первым специалистом из Азербайджана, который получил звание заслуженного тренера по дзюдо в 1992 году, является Агаяр Ахундзаде. Первым мастером спорта по дзюдо стал Сахиб Исмаилов. Первым мастером спорта международного уровня стал Гудрат Панджалиев. Первым заслуженным мастером спорта по дзюдо стал Назим Гусейнов.
Среди женщин первым мастером спорта стала Арзу Атаева. Первым мастером спорта международного уровня стала Гюльшан Ширинова.
Первым заслуженным тренером Азербайджанской ССР по дзюдо стал Ахмеддин Раджабли. Первым заслуженным тренером ССР по дзюдо стал Агаяр Ахундзаде.
Звание первого судьи всесоюзного класса было присвоено Рауфу Шафиеву. Заир Мамедов и Валех Магеррамов стали первыми судьями международного класса.
На первенстве СССР по дзюдо среди юношей 1974 года Закир Керимов завоевал бронзовую медаль. Он также завоевал золотую медаль на вторых молодёжных играх СССР в 1977 году.
Первыми победителями и призерами чемпионатов СССР по дзюдо стали Алекпер Исмаилов (1975 год, золотая медаль), Сахиб Исмаилов (1972 год, бронзовая медаль), Анвер Ахмедов (1982 год, серебряная медаль).
На VII Летней Спартакиада народов СССР 1979 года В. Раздолькин в весовой категории до 71 кг занял второе место.
На VIII Летней Спартакиаде народов СССР 1983 года Гудрат Пенджалиев в весовой категории до 65 кг занял второе место.
На IX Летней Спартакиаде народов СССР 1986 года в категории до 65 кг Энвер Ахмедов занял второе, Тарлан Паладов — третье место. Расим Агамиров в категории до 78 кг занял третье место. Юсиф Казымов в категории до 86 кг также занял третье место.
X Летней Спартакиаде народов СССР 1991 года Э. Исмаилов в категории до 60 кг занял 1 место, Г. Азизов в категории до 71 кг также занял 1 место.
Среди азербайджанских дзюдоистов Фархад Раджабли впервые завоевал медаль на соревнованиях европейского масштаба. В проведенном в 1978 году в Венгрии первенстве Европы среди молодежи он занял 3 место.
Известными дзюдоистами того периода были Сахиб Исмаилов, Эльчин Исмаилов, Закир Керимов.

## Общие сведения
Создан учебно-тренировочный центр для национальных команд по дзюдо площадью 2,2 гектар.
Действуют школы дзюдо в Баку, Гяндже и Сумгаите.
В 2023 году по соглашению между Федерацией дзюдо Азербайджана и Всемирной академией дзюдо, на курсах по сертификации Академии прошли обучение 165 тренеров Азербайджана.

### 2024
За 2024 год дзюдоисты Азербайджана завоевали 189 медалей на международных соревнованиях на взрослом, кадетском, юниорском и ветеранском уровне. Из них 59 золотых, 42 серебряные и 88 бронзовых.
Азербайджан занял 12 место в мировом рейтинге дзюдо по количеству медалей.
На турнирах Мирового тура (Большой шлем и Гран-При) Азербайджан занял 11 место (4 золотые, 12 серебряных, 16 бронзовых медалей). 

## Чемпионат Азербайджана

### 2010
Чемпионат проведён в декабре 2010 года в Баку в Шаганском Олимпийском спортивном комплексе. В чемпионате приняли участие 350 дзюдоистов. Чемпионами Азербайджана стали Айша Гурбанлы (48 кг), Шахана Гусейнова (52 кг), Наталья Мусаева (57 кг), Эльмира Мустафаева (63 кг), Рабийя Гараева (70 кг), Лейла Искендерли (78 кг), Наргиз Ибрагимова (свыше 78 кг), Ильгар Мушкиев (60 кг), Тарлан Керимов (66 кг) и Рамиль Гасымов (73 кг).
Главным арбитром чемпионата являлся Заир Мамедов.

### 2022
Чемпионат проведён со 2 по 5 декабря в Бакинском Дворце спорта. В турнире приняло участие около 400 дзюдоистов.

### 2023
Чемпионат проведён с 15 по 17 декабря 2023 года в спортивно-оздоровительном центре МЧС Азербайджана в посёлке Говсан. Принял участие 351 дзюдоист.

### 2024
Чемпионат проведён с 29 ноября по 1 декабря 2024 года в Бакинском Дворце спорта. В чемпионате приняли участие 324 спортсмена. В ходе чемпионата Эльмар Гасымов возобновил карьеру. Рашад Елкиев стал трёхкратным чемпионом Азербайджана.

## Олимпийские игры
На Летних Олимпийских играх 1992 в Барселоне Назим Гусейнов завоевал золотую медаль.
На Летних Олимпийских играх 2008 в Пекине Эльнур Мамедли завоевал золотую медаль, Мовлуд Миралиев завоевал бронзовую медаль.
На Летних Олимпийских играх 2016 в Рио-де-Жанейро Рустам Оруджев и Эльмар Гасымов завоевали серебряные медали.
На Летних Олимпийских играх 2020 в Токио Ирина Киндзерская завоевала бронзовую медаль.
Азербайджан на летних Олимпийских играх 2024 представят 9 дзюдоистов.

## Чемпионат мира
На чемпионате мира по дзюдо 2013 Эльхан Мамедов завоевал золотую медаль. Является первым чемпионом мира по дзюдо из Азербайджана.
В мае 2024 года Хидаят Гейдаров, Зелим Коцоев выиграли золото на чемпионате мира по дзюдо 2024, прошедшем в Абу-Даби (ОАЭ).

## Чемпионат Европы

### 2025
На чемпионате Европы 2025 в Подгорице (Черногория) Зелим Коцоев завоевал серебряную медаль, а Ахмед Юсифов, Рашад Мамедалиев, Зелим Цкаев и Мурад Фатиев — бронзовые медали.

## Кубок Европы

### 2024
На кубке Европы по дзюдо, прошедшем в г. Подчетртек (Словения) с 15 по 16 июня 2024 года, сборная заняла первое место в медальном зачете, завоевав 4 золотые, 1 серебряную и 3 бронзовые медали. Назир Талыбов, Нариман Мирзоев, Магеррам Имамвердиев, Имран Юсифов завоевали золотые, Кямран Сулейманов завоевал серебряную, Ровшан Алиев, Рашад Елкиев, Джамал Фейзиев — бронзовые медали.

### 2025
На Кубке Европы по дзюдо в Сараево (Босния и Герцеговина), прошедшем с 31 мая по 1 июня 2025 года, Кёнуль Алиева, Гюльтадж Мамедалиева завоевали золотые, Лейла Алиева, Гюнель Гасанли — бронзовые медали.

## Турнир Большого шлема и Гран-при

### 2024
27 января 2024 года Яшар Наджафов завоевал серебряную, Туран Байрамов и Кямран Сулейманов — бронзовые медали на Гран-при по дзюдо 2024 (Одивелаш) (Португалия, Одивелаш).
5 февраля 2024 года Зелим Цкаев и Эльджан Гаджиев завоевали серебряные медали на турнире «Большого шлема» по дзюдо(Франция, Париж).
На Турнире Большого шлема по дзюдо в Баку, прошедшем с 16 по 18 февраля 2024 года, приняли участие 32 дзюдоиста Азербайджана. Сборная Азербайджана завоевала 8 медалей.
9 марта 2024 года на Гран-при по дзюдо 2024 (Линц) (Австрия, Линц) Рашид Мамедалиев завоевал серебряную медаль. 30 марта 2024 года на турнире «Большого шлема» по дзюдо(Турция, Анталья) он также завоевал серебряную медаль.
22 марта 2024 года Балабей Агаев завоевал бронзовую медаль на турнире «Большого шлема» по дзюдо(Грузия, Тбилиси).
30 марта Рашид Мамедалиев и 31 марта 2024 года Вугар Талыбов завоевали серебряные медали на турнире «Большого шлема» по дзюдо в Анталье (Турция).
11 октября Ачелья Топрак завоевала бронзовую, 12 октября Зелим Цкаев завоевал золотую медали на турнире Большого шлема по дзюдо 2024, прошедшем в Абу-Даби (ОАЭ).

### 2025
Турнир Большого шлема по дзюдо 2025 в Баку пройдёт с 14 по 16 февраля.

## Юношеские соревнования

### 2023
В ноябре 2023 года на юношеском Кубке Европы в Дьер, Венгрия азербайджанские дзюдоисты завоевали 4 медали. Эмиль Сафаров (50 кг) и Кянан Садыгов (66 кг) завоевали серебряные, Ахмед Мехтиев (73 кг) и Али Газымамедов — бронзовые медали.
В 2023 году на международном турнире Masters (Бремен, Германия) молодёжная сборная Азербайджана завоевала 2 золотые, одну серебряную. одну бронзовую медаль, заняв первое место в медальном зачете.

### 2024
В марте 2024 года на юношеском Кубке Европы по дзюдо 2024 (Анталья, Турция) сборная Азербайджана завоевала первое место, завоевав 4 золотые, 5 серебряных, 7 бронзовых медалей.
В марте 2024 года на международном турнире Masters (Бремен, Германия) молодёжная сборная Азербайджана по дзюдо завоевала 4 золотые, три бронзовые медали, заняв первое место в медальном зачете. Мухаммед Мусаев, Сулейман Алиев, Аслан Коцоев, Кянан Насибов завоевали золотые, Бабарагим Мирзоев, Ислам Рагимов, Тунджай Шамиль — бронзовые медали.
На кубке мира среди юниоров, прошедшем в Берлине с 13 по 14 апреля 2024 года, азербайджанские спортсмены завоевали 4 золотые, 3 серебряные и 3 бронзовые медали, заняв 1 место среди юношей и в общем зачёте. Бахадыр Фейзуллаев, Нихад Рагимов, Кянан Садигов, Али Газимамедов завоевали золотые, Магомедали Хусиев, Озган Гулиев, Джасур Ибадли серебряные, Фарид Гараев, Умид Гурбанов, Мехди Аббасов бронзовые медали.
На молодёжном кубке мира в Познани (Польша), также прошедшем с 13 по 14 апреля 2024 года, Кенуль Алиева завоевала золотую, Фарида Мирзоева серебряную медали. Молодёжная сборная заняла третье место среди девушек.
В мае 2024 года на кубке Европы по дзюдо в Коимбре (Португалия) Нихад Рахимов, Салим Султанов, Гусейн Эйвазлы завоевали серебряные, Канан Садигов, Айтан Вердиева — бронзовые медали.
На юношеском чемпионате Европы, прошедшем с 27 по 29 июня 2024 года в Софии (Болгария), Бахадыр Фейзуллаев завоевал золотую, Магомедали Хусиев, Джасур Ибадлы — бронзовые медали.
В июле 2024 года на юношеском кубке Праги по дзюдо Аслан Коцоев завоевал бронзовую медаль. Давуд Намазлы и Исмаил Заманов заняли 5 место.
На чемпионате Европы по дзюдо среди юниоров 2024, прошедшем в Таллине (Эстония) с 5 по 7 сентября 2024 года, Сулейман Шукюров, Вюсал Галандарзаде, Кёнуль Алиева, Фидан Ализаде завоевали золотые, Низами Имранов завоевал серебряную медали.
На чемпионате Европы по дзюдо 2024 среди спортсменов до 23 лет, прошедшем с 15 по 17 ноября 2024 года в Пиле (Польша) Гусейн Аллахъяров и Фидан Ализаде завоевали золотые, Айдан Велиева серебряную, Руфат Шевлатов бронзовую медали.
На кубке Европы по дзюдо среди кадетов, прошедшем с 23 по 24 ноября 2024 года в г. Салоники (Греция), Зейд Алескеров завоевал золотую, Фахри Сахибзаде — серебряную, Анар Гулиев — бронзовую медали.

### 2025
В марте 2025 года на Кубке Европы по дзюдо среди юниоров 2025, прошедшем в г. Пореч (Хорватия) Айсун Мамедова завоевала золотую, Мадина Гусейнова, Хадиджа Абдуллаева — бронзовые медали.
31 мая 2025 года Нигяр Сулейманова завоевала серебряную медаль на Молодёжном кубке Европы по дзюдо, прошедшем в Граце  (Австрия).

## Иные соревнования
11 ноября 2023 года на Открытом турнире Океании в г. Перт, Австралия Мурад Фатиев завоевал золотую, Айдан Велиева — бронзовую медали.
25 марта 2024 года на международном женском, юношеском и молодёжном Кубке Тюрингии (Тюрингия, Германия) Хадиджа Абдуллаева и Вюсаля Гаджиева завоевали золотые, Лейла Алекберова – серебряную медаль. В общем медальном зачете сборная Азербайджана заняла 4-е место.
11 мая 2024 года Исмаил Рзаев и Ибрагим Асланов завоевали бронзовые медали на Европейском турнире по ката 2024, прошедшем в г. Радом (Польша). Это стали первые медали, завоёванные в истории азербайджанского дзюдо по ката.

## Соревнования ветеранов

### 2024
Азербайджанские дзюдоисты приняли участие на Чемпионате мира среди ветеранов 2024, который прошёл с 4 по 7 ноября 2024 года в Лас Вегасе (США). В составе сборной Азербайджана были представлены 25 дзюдоистов, в том числе Фархад Раджабли и Зульфия Гусейнова. 
Сборная завоевала три медали. Фархад Раджабли, Мардан Гадирли завоевали золотые, Интигам Алекперов бронзовую медаль.

## Хостинг соревнований
С 22 по 24 сентября 2023 года в Баку проведён Турнир Большого шлема по дзюдо 2023.
С 16 по 18 февраля 2024 года в Баку проведён Турнир Большого шлема по дзюдо.

## Главные тренеры
Главные тренеры национальной сборной
- Рихард Траутман (с 28 февраля 2022)[76]

Главные тренеры молодёжной сборной
- Эльхан Мамедов

Главные тренеры женской сборной
- Рашад Мамедов

Главные тренеры юниорской сборной
- Рустам Алимлы

Главные тренеры женской юниорской сборной
- Эльнур Исмаилов